# 宝仙学園中学校・高等学校
宝仙学園中学校・高等学校（ほうせんがくえん ちゅうがっこう・こうとうがっこう、Hosen Gakuen Junior and Senior High School）は、東京都中野区中央二丁目に所在する私立中学校・高等学校。実践学園中学・高等学校と隣接している。
中高一貫教育を提供する男女共学の「共学部」と、普通科こども教育コースの高等学校「女子部」を併置している。
共学部は従前より理数インターというニックネームを使用してきたが、2024年3月1日に学校法人順天堂と6年間の系属校協定が締結され、系属校としての通称名を順天堂大学系属理数インター中学校・高等学校とすることが発表された。

## 概要
高等学校において、内部進学の生徒と外部から入学した生徒を、第1学年から混合してクラスを編成する併設型中高一貫校。前身の中野高等女学校時代から女子校であったが、2007年（平成19年）に共学の中高一貫教育を提供する「共学部（理数インター）」を設置、従来の女子校を「女子部」として2部門併設という珍しい部分共学校となった。女子部は2011年に中学校の生徒募集を終了し、現在は高等学校「こども教育コース」のみの募集となっている。なお、女子部と共学部の交流は全くないわけではなく、共通の部活を通じて交流している。

## 校風・カリキュラム
前身の中野高等女学校時代から女子校であったが、「21世紀型の世界水準の教育」を目指し、2007年に新たに共学部を設置し、「理数インター」と名付けた。理数インターの「理数」とは、理数科という意味ではなく、理数的思考力のことであり、自分自身の中で、或いは相手に対して、物事を論理的に考え伝えることのできる能力のことである。国際社会に求められる必須の力である。学内には特待コースがある。

### 教科・理数インター
新教科として、2016年より中学生のみ、「理数インター」を行っている。週に1時間、「教科書にはない学び」をして自由な思考力や発想力を培うことで、一方向ではない自主的な学びを行っている。また、新しい大学入試に対応する力を養っている。

## 学校史
- 1926年（昭和元年）− 宝仙寺第五十世富田大僧正、中野高等女学校設立を発願
- 1927年（昭和2年）− 感応幼稚園を設立
- 1928年（昭和3年）− 中野高等女学校を設立
- 1935年（昭和10年）− 仏教保育協会保姆養成所設立
- 1942年（昭和17年）− 農繁託児所を開設
- 1947年（昭和22年）− 宝仙中学校が発足
- 1948年（昭和23年）− 財団法人宝仙学園設立認可。富田大僧正、理事長就任
- 1949年（昭和24年）− 宝仙高等学校が発足
- 1951年（昭和26年）− 財団法人から学校法人に学園組織変更
- 1953年（昭和28年）− 宝仙学園小学校を設立
- 1954年（昭和29年）− 宝仙中学校を宝仙学園中学校と、宝仙高等学校を宝仙学園高等学校と改称
- 1958年（昭和33年）− 図書館を新設
- 1962年（昭和37年）− 宝仙学園中学校内にテレビスタジオを設置し、視聴覚教育を推進
- 1974年（昭和49年）− 図書館の蔵書が1万7千冊に達した
- 1985年（昭和60年）− 高等学校で海外ホームスティを開始
- 1998年（平成10年）− セント・ジョゼフ高等学校（オーストラリア）と姉妹校協定を締結
- 2006年（平成18年）− 高等学校に保育コース設置
- 2007年（平成19年）− 中学校に共学部（理数インター）を設置
- 2009年（平成21年）− 中学校・高等学校の共学部新校舎落成
- 2010年（平成22年）− 高等学校に共学部理数インターを設置
- 2011年（平成23年）− 中学校女子部生徒募集停止
- 2019年（平成31年）− 高等学校女子部進学コース生徒募集停止
- 2023年（令和5年）− 高等学校女子部の保育コースを「こども教育コース」に改称
- 2024年（令和6年）− 共学部が順天堂大学の系属校になり、通称を順天堂大学系属理数インター中学校・高等学校とする

## 行事

### 研修旅行
- 共学部（理数インター）
  - 長崎研修旅行
  - シンガポール研修旅行
  - 関西研修旅行
  - アメリカ研修旅行
  - ニュージーランド語学研修旅行
  - マルタ島語学研修旅行
- 高等学校女子部
  - カナダ研修旅行
  - ニュージーランド短期留学

### 文化祭等
- 宝仙祭（文化祭）　− 幼稚園から大学まで同時に行う。
- 花まつり ｰ 本校は仏教校のため、毎年4月に行っている。

## 部活動
部活動の一部は共学部・女子部合同で行われている
- 陸上競技部
- 硬式テニス部
- 卓球部
- バレーボール部
- 野球部
- サッカー部
- ダンス部
- 剣道部
- 水泳部
- 弓道部
- バスケットボール部
- バドミントン部
- 柔道部
- 吹奏楽部
- 演劇部
- 家庭科部
- 鐵道部
- 社会科学研究部
- 自然科学研究部
- 美術部
- 囲碁将棋部
- 書道部
- 写真部
- 合唱部
- ESS部
- ボランティア部
- クイズ研究部
- 競技かるた部
- お笑い部
- 特別クラブ（茶道・華道・箏曲）

## 主な出身者
- 江波杏子（女優）[3]
- 田村奈巳（女優）[4]
- 皆川妙子（女優）[5]
- 森川千恵子（女優）[6]
- 西恵子（女優）[7]
- Romi (歌手)
- 伊藤もなみ（モデル）[8]
- 高山鈴江（バレーボール）
- 斎藤春枝（バレーボール）
- 瀬立モニカ（パラカヌー）[9]
- 小野寺朝子（パラアーチェリー）
- いいくぼさおり（シンガーソングライター）
- 西岡壱誠（著作家）[10]
- 天野裕加里（あっぱれ婦人会）[11]

## 交通
- 東京メトロ丸ノ内線・都営地下鉄大江戸線 中野坂上駅 徒歩5分

## 系列校
- こども教育宝仙大学
- 宝仙学園小学校
- 宝仙学園幼稚園